# Joaquim Conceição
Pour les articles homonymes, voir Conceição.
Joaquim Conceição, de son nom complet Joaquim Conceição, est un footballeur portugais né le 8 avril 1942 à Luanda. Il évoluait au poste de défenseur.

## Biographie

### En club
Joaquim Conceição évolue notamment au Vitória Setúbal de 1962 à 1973 à l'exception de la saison 1971-1972 au Sporting Farense,,.
Avec le Vitória Setúbal, il remporte deux Coupes du Portugal en 1965 et 1967.
Il dispute 201 matchs pour deux buts marqués en première division portugaise, durant onze saisons,.
Au sein des compétitions continentales européennes, il dispute 21 matchs en Coupe des villes de foires / Coupe de l'UEFA, et six matchs en Coupe des coupes. Il joue les quarts de finale de la Coupe des villes de foires en 1969, puis les quarts de finale de la Coupe de l'UEFA en 1973.

### En équipe nationale
International portugais, il reçoit cinq sélections en équipe du Portugal durant l'année 1969, pour aucun but marqué.
Son premier match est disputé le 6 avril 1969 en amical contre le Mexique (match nul 0-0 à Oeiras).
Il dispute trois matchs lors des qualifications pour la Coupe du monde 1970.
Son dernier match a lieu le 10 décembre 1969 en amical contre l'Angleterre (défaite 0-1 à Londres).

## Palmarès
Avec le Vitória Setúbal :
- Vainqueur de la Coupe du Portugal en 1965 et 1967
- Finaliste de la Coupe du Portugal en 1966, 1968 et 1973